# 티 코지

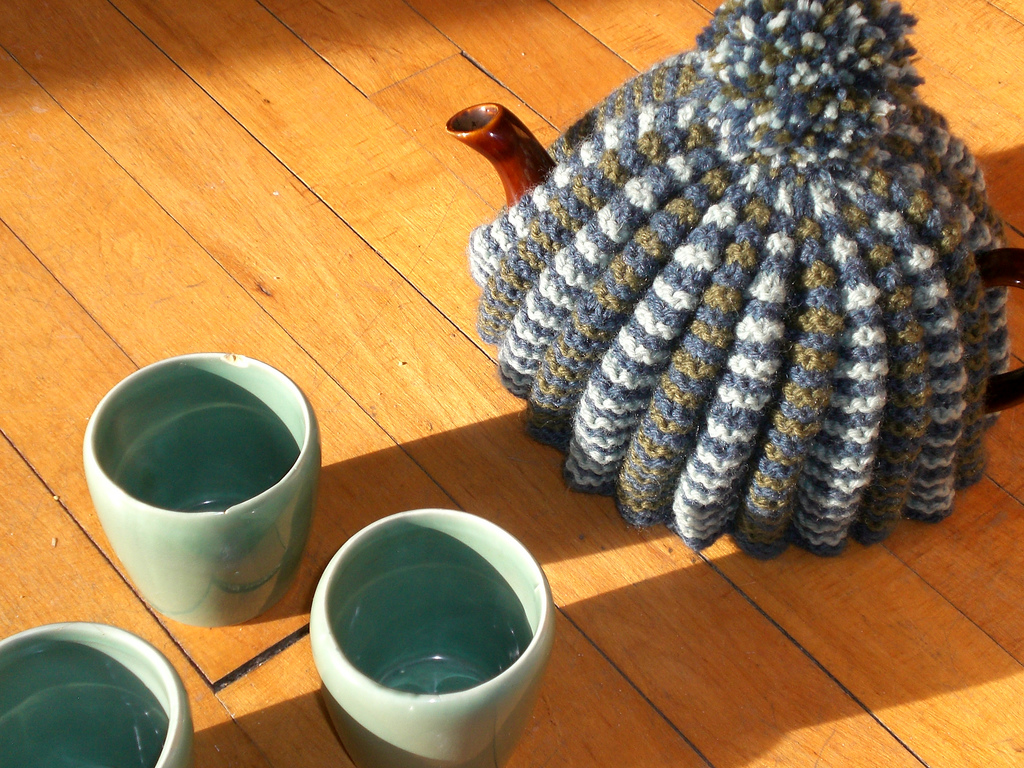
티 코지

티 코지(영어: tea cosy, 미국 영어: tea cozy) 또는 티 워머(tea warmer)는 보온용 찻주전자 덮개이다. 전통적으로는 천으로 만들었으며, 보온병이 발명되기 전에 차나 다른 음료를 따뜻하게 유지하는 수단이었다.

## 사진 갤러리

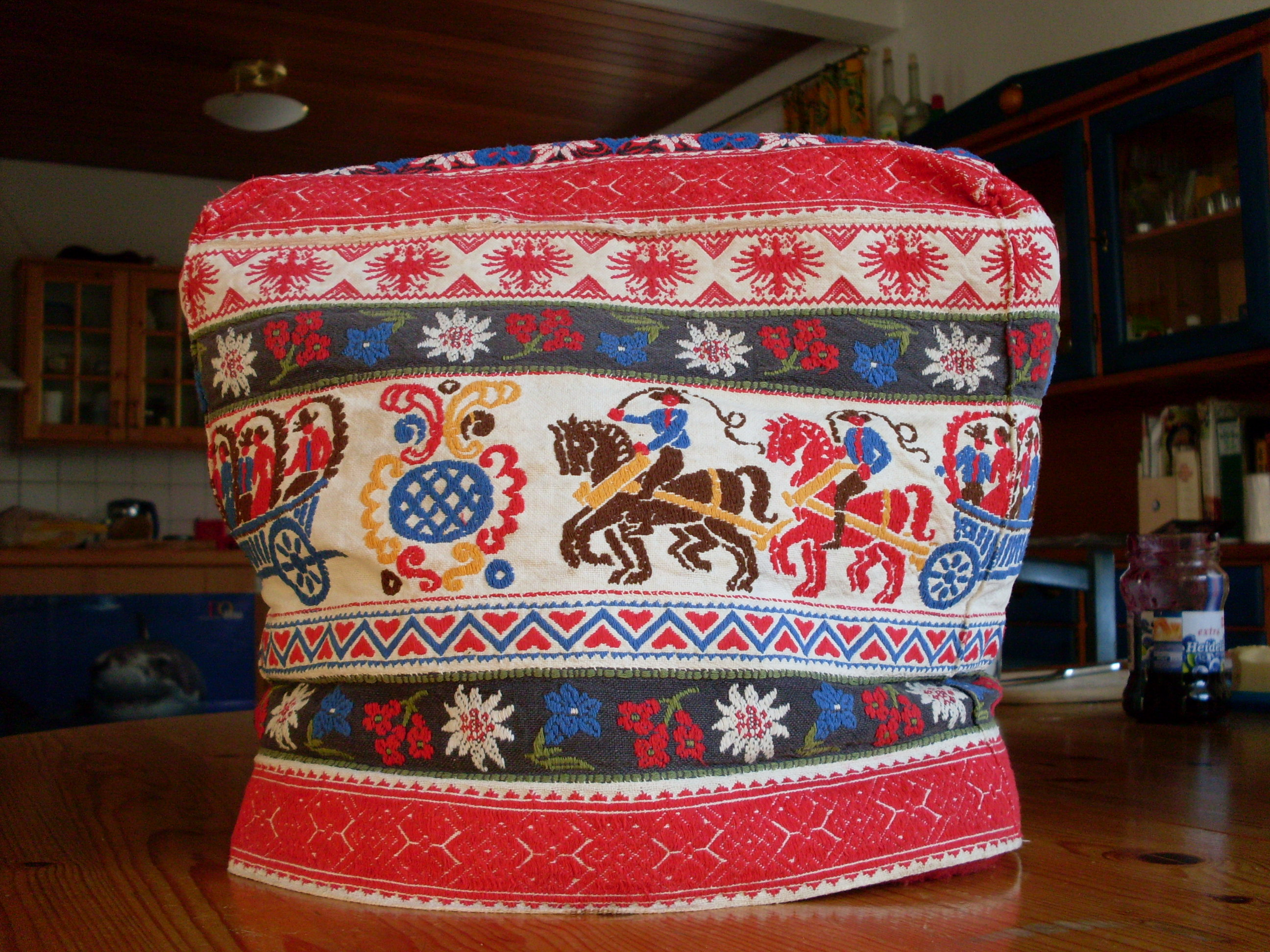
독일의 전통 티 코지